# LINKL PLANET
LINKL PLANET（リンクルプラネット）は、日本の女性アイドルグループである。2022年結成。通称：リンプラ。当初は5人組でスタートし、現在は第3期の8名体制。
パーツとパーツをつなぐプラモデルのように、プラモデルとファン、プラモデルと世界（＝プラネット）をつなぐアイドルを目指している。

## 概要
2021年11月から行われたBANDAI SPIRITS主催のオーディション「PLAMO GIRLS PROJECT」によって選ばれたメンバー5人で結成されたグループ。メンバーは、BANDAI SPIRITSのプラモデル公式アンバサダーとして、様々なプラモデル啓蒙活動を行っている。
2023年1月から『静岡市プラモデル化計画』のオフィシャルサポーターに就任。同プロジェクトのCMソングやイベント出演などのプロモーション活動を担当している。
YouTubeでの開封動画や組立動画、模型関連イベントへの出演などの他、プラモデルをテーマとした楽曲の発表や、メンズファッション誌『smart』へのガンプラコーデでの出演、テレビ東京系ドラマ『量産型リコ -プラモ女子の人生組み立て記-』への出演など、様々な角度からプラモデルの魅力を発信している。
2022年12月27日に初の単独ライブを東京・渋谷DUOで開催。2024年7月から9月には、初の全国ツアーを東京・大阪・名古屋・福岡・沖縄の5都市で行った。
ライブではファンが自作プラモを持ち寄り、メンバーがステージ上でお披露目するコーナー『リンプラにみせてeeeeeeeeeね』を設けている。ライブによってはメンバーが射出成形機を操り、その場でプラモデルを成形し来場者に配布するなど独自の試みを行っている。
ファンの総称をリン友と呼んでいる。

## 略歴
2022年に5名で結成し、2023年には2期生4名が加入し9名体制となった。2期生1名が卒業して8名となった後、3名が3期生の4名と入れ替わり9名体制となった。さらに２期生1名が卒業して現行の8名体制（1期生2名、2期生2名、3期生4名）となっている。

### 2022年
3月21日「東京ガールズコレクション 2022 SPRING/SUMMER」のステージ上で、メンバー5名を発表。この時点でグループは『プラモガールズ』、プロジェクトは『プラモガールズプロジェクト』と呼ばれていた。当日はメンバーのお披露目に加え、来場者にプラモデルが無料配布された。
6月8日より、「川口名人のすいプラ」に毎週メンバー一人が出演し、7月13日の「すいプラ配信200回記念」にはメンバー全員で出演した。
6月24日、BS11『アニゲー☆イレブン！』でテレビに初出演。この時点でも「プラモガールズ」として出演していた。
6月30日、グループ名が「LINKL PLANET」に決まったことを発表。同日、メンバーの石川恵里加がレギュラー出演するテレビ東京系ドラマ「量産型リコ -プラモ女子の人生組み立て記-」が放送開始。エンディングテーマにデビュー曲『ツクッテクミタテテ』が採用。
7月30日より、全国各地で行われている「ガンダムR作戦」にリンプラメンバーが登場。10月までかけて全国12会場を周った。
9月3日、「東京ガールズコレクション 2022 AUTUMN/WINTER」でオープニングアクトを務める。同日、2期生募集オーディション開催・12月27日初単独ライブ開催決定・地上波テレビ深夜冠バラエティ番組決定の発表がされた。
9月5日から19日にかけて、CHEERZ上で投票イベントを開催。1位になったメンバーが12月単独ライブでのソロコーナーとデジタル写真集を出す権利を獲得できる内容で、石川恵里加が1位を獲得した。
9月30日、東京ビッグサイトで開催された「2022 第60回全日本模型ホビーショー」でメンバーが制作したオリジナルのプラモデルを展示。ステージでのライブも開催した。
12月27日、東京・渋谷DUOで1stLIVE『ツクッテクミタテテ』を開催。2期生が公表された。

### 2023年
1月11日より、テレビ東京系「プラモにめされて」にレギュラー出演。
1月31日、静岡市プラモデル化計画オフィシャルサポーターに就任。市が主催する行事やホビーショーなどでプラモデルの魅力を発信することが決定した。活動の第1弾として、同月から県内で放送される「静岡市プラモデル化計画」のCMに出演した
。
2月19日、豊洲PITで開催された『HYPER PLAMO Fes.』において、来場者と本郷奏多とともに「同時にプラスチックモデルの組み立てを行った最多人数」のギネス世界記録に挑戦し「904人」で成功。当日の参加者は「ねこ 組立体験会ver.[LINKL PLANETカラー]」の組み立てを行った。
2月19日から4月30日、リンプラ3番勝負と題したチャレンジ企画を開催。1番・2番のチャレンジをクリアした後、3番目のチャレンジとして秋葉原での無料ライブ＆プラモステージ『リンプラ11DAYS』を開催。目標の総来場者数1,000人を達成したことで、2度目のワンマンライブ開催が決定した。
6月30日、テレビ東京系ドラマ「量産型リコ -もう1人のプラモ女子の人生組み立て記-」が放送開始。メンバーの天川れみ・石田悠佳がレギュラー出演すると共に、エンディングテーマに『Part to Part』が採用。
8月4日、GSIクレオスの模型商材ブランド『MR.HOBBY』からコラボレーションカラーを発売。「大音奏依ステラパールホワイト」など、メンバーのイメージカラーに合わせた9種類のラインナップが展開された。
8月19・20日、『SUMMER SONIC 2023 LOUDER SONIC IDOL-ver-』に出演。9月23日には、初の海外ライブとなるタイで開催のフェス『Thai JAPAN iconic music fest 2023』に出演。10月9日には『イナズマロックフェス 2023』に出演した。
8月11日、GUNDAM FACTORY YOKOHAMAでライブパフォーマンスを披露。3回のパフォーマンスの合間には「ガンダムR（リサイクル）作戦」の一環として、リサイクルされたガンプラ「エコプラ」の体験キットを、メンバー自ら来場者に手渡した。
11月4日、東京・山野ホールで2ndLIVE『PLAMOFUL DAY Challenge to 1,000』を開催。1日2回公演での来場者は812人で1,000人チャレンジ未達成。

### 2024年
1月30日、バンダイグループ主催のプラモデルフェス『HYPER PLAMO Fes.2024』のオフィシャルサポーターへの起用が決定。『アイドルマスター シャイニーカラーズ』に登場する「アルストロメリア」とのW起用となった。
3月20日、メジャーデビューシングル『Days of Birth』発売。オリコンデイリーランキングで3位を記録した。同曲は、アニメ『ガンダムビルドメタバース』EDテーマにも決定。限定盤に「HG 1/144 ガンダムアメイジングバルバトスルプス[メタリック]」が付属。MVは、同アニメの制作スタジオ「SUNRISE BEYOND」が手掛けた。
3月22日、小橋川梢が5月26日の公演を以って卒業することを発表。同日、3期生を募集する『人生下剋上オーディション』を開催。
3月22日から24日、幕張メッセで開催された『HYPER PLAMO Fes.2024』では全日出演。初日の22日は、本郷奏多と共にオープニングステージでイベントの開催を宣言。23日にはラッパーの呂布カルマと配信シングル「on the earth」で共演した。
4月7日、ニッポン放送で初のレギュラーラジオ番組『LINKL PLANET 今夜も組み立て中』が放送開始。
4月29日、サンエー那覇メインプレイスで『Days of Birth』の発売記念イベントを開催。同時にQAB・琉球朝日放送『Day+』に天川・石田・佐藤・宮崎の4名が出演した。
5月11日・12日『第62回静岡ホビーショー』に出演。
5月26日、小橋川梢がAKIBAカルチャーズ劇場で行われた『LINKL PLANET 小橋川梢 卒業公演』にて卒業。
6月7日より、グループの活動に密着したドキュメンタリー映画『P -DOCUMENTARY OF PLAMO IDOL-』が東京で上映開始。
6月28日、テレビ東京系ドラマ「量産型リコ -最後のプラモ女子の人生組み立て記-」が放送開始。メンバーの石田悠佳がレギュラーを続投すると共に、エンディングテーマに『ソライロ』が採用。
7月18日、3期生オーディションの様子を追いかけるドキュメンタリー番組「人生下剋上オーディション」が放送開始。全国各地でエリア別審査が行われ、12人の新メンバー候補生が通過した。
7月20日より、初の全国ツアー『LINKL PLANET ReeeeeeeeeBUILD TOUR』が開催。またツアー最終日の東京・科学技術館サイエンスホールでの公演は、現体制でのラストライブとなった。
8月18日『SUMMER SONIC 2024』Sanukku Stageに出演。8月31日、『Animelo Summer Live 2024 -Stargazer-』（アニサマ2024）に出演。9月22日『イナズマロックフェス 2024』に出演。
10月3日、公式サイトにて9名の新体制 LINKL PLANETが発表される。『人生下剋上オーディション』の結果を受け4名の新メンバーが3期生として加入。入れ替わりに1期生3名がメンバーから外れた。
10月18日、新体制でのリリースイベントの開催が決定し、11月23日に横浜アリーナで開催される【Lemino presents ANIMAX MUSIX 2024 FALL】への出演も発表された。
10月26日、8名体制ラストファンミーティングが開催。安藤玲菜、石川恵里加、大音奏依の最後のステージ。安藤玲菜と石川恵里加は引き続きプラモガールズプロジェクトに関与することを発表。
11月2日より、TOKYO FM『ANISON EXPOsupported』月替わりパーソナリティの11月度を担当。オンエア曲は11月20日発売予定のメジャー2ndシングル『Color me Happy』から選ばれる。

### 2025年
4月2日、鈴木華凜が肩の不調により当面、グループ活動および個人活動を休止し静養することを発表。
4月16日、石田悠佳が5月31日の卒業公演で卒業することを発表。また元メンバーの安藤 玲菜、石川 恵里加はPGPから卒業することを発表。
5月31日、石田悠佳が浅草花劇場での卒業イベントを以って卒業。
6月5日、鈴木華凜の活動再開を発表。
7月4日、テレビ東京系ドラマ「量産型ルカ -プラモ部員の青き逆襲-」が放送開始。メンバーの尾本侑樹奈がレギュラー出演すると共に、エンディングテーマに『プラトモ』が採用。

## メンバー
| 名前                          | 出身地 | 生年月日 （年齢）      | 加入日          | メンバーカラー | メンバーカラー | 備考                                                                                    |       |
| 名前                          | 出身地 | 生年月日 （年齢）      | 加入日          | メイン         | サブ           | 備考                                                                                    |       |
| 1期生                         | 1期生  | 1期生                  | 1期生           | 1期生          | 1期生          | 1期生                                                                                   | 1期生 |
| ----------------------------- | ------ | ---------------------- | --------------- | -------------- | -------------- | --------------------------------------------------------------------------------------- | ----- |
| 荒井 芽依 あらい めい         | 大阪府 | 2002年1月9日（23歳）   | 2022年 3月21日  | 緑             | 若草色         | 特技：色んな声出す、煽り、プラモのポージング                                            |       |
| 宮﨑 菜々 みやざき なな       | 広島県 | 1999年1月17日（26歳）  | 2022年 3月21日  | 水色           | ピンク         | 所属事務所：サトルジャパン 特技：人を笑顔にすること、晴れ女、マッサージ                 |       |
| 2期生                         |        |                        |                 |                |                |                                                                                         |       |
| 天川 れみ あまかわ れみ       | 沖縄県 | 2005年10月31日（19歳） | 2022年 12月27日 | 黄色           | 赤             | 所属事務所：スターダストプロモーション（制作3部） 特技：寝ること、食べること            |       |
| 佐藤 咲菜 さとう さな         | 大阪府 | 2006年4月23日（19歳）  | 2022年 12月27日 | オレンジ       | 紫             | 特技：ギターの弾き語り、耳を動かす、スネアドラム                                        |       |
| 3期生                         |        |                        |                 |                |                |                                                                                         |       |
| 尾本 侑樹奈 おもと ゆきな     | 愛知県 | 1999年6月28日（26歳）  | 2024年 10月3日  | ターコイズ     | ベビーブルー   | 所属事務所：CITY MAGIC、業務提携：バンダイナムコミュージックライブ 特技：ダンス、ドラム |       |
| 鈴木 華凜 すずき かりん       | 三重県 | 2004年10月24日（20歳） | 2024年 10月3日  | 深紅           | ビザンティウム | 所属事務所：バンダイナムコミュージックライブ 特技：柔軟                                 |       |
| 高柳 光花 たかやなぎ みか     | 東京都 | 2003年7月6日（22歳）   | 2024年 10月3日  | レモンイエロー | ジャジーブルー | 所属事務所：バンダイナムコミュージックライブ 特技：声を作ること                         |       |
| 東恩納 瑠花 ひがしおんな るか | 沖縄県 | 2010年2月22日（15歳）  | 2024年 10月3日  | 薔薇           | アマゾナイト   | 所属事務所：Color's、業務提携：バンダイナムコミュージックライブ 特技：空手、ダンス      |       |

### 元メンバー
| 名前                        | 出身地 | 生年月日 （年齢）     | 加入日         | 卒業日         | メンバーカラー | メンバーカラー | 備考                                                                     |
| 名前                        | 出身地 | 生年月日 （年齢）     | 加入日         | 卒業日         | メイン         | サブ           | 備考                                                                     |
| --------------------------- | ------ | --------------------- | -------------- | -------------- | -------------- | -------------- | ------------------------------------------------------------------------ |
| 小橋川 梢 こばしがわ こずえ | 沖縄県 | 2000年7月14日（25歳） | 2022年12月27日 | 2024年5月26日  | 紫             | 紫             | 所属事務所：OFFICE RHIZOME                                               |
| 安藤 玲菜 あんどう れな     | 愛知県 | 2006年4月5日（19歳）  | 2022年3月21日  | 2024年10月26日 | ピンク         | ピンク         | 特技：アクロバット、高速まばたき、ピンヒールウォーキング、エアブラシ塗装 |
| 石川 恵里加 いしかわ えりか | 愛知県 | 2005年8月9日（20歳）  | 2022年3月21日  | 2024年10月26日 | 赤             | 赤             | 特技：長距離走、水泳、ヘアアレンジ                                       |
| 大音 奏依 おおと まとい     | 滋賀県 | 2004年1月27日（21歳） | 2022年3月21日  | 2024年10月26日 | 白             | 白             | 特技：ぐるぐる回転バットからの二重跳び、お菓子作り                       |
| 石田 悠佳 いしだ ゆうか     | 東京都 | 2006年3月4日（19歳）  | 2022年12月27日 | 2025年5月31日  | 青             | 白             | 特技：フルート、高音ボイス、エアブラシ                                   |

## プラモデル
メンバー全員が、ヤスリがけ、スミ入れ、エアブラシ・ラップ塗装・ミキシング・塗料調合などのプラモデル制作の技術に通じている。レース素材を用いるなどして、女性アイドルならではの「キラキラで可愛いガンダム」も制作している。
射出成形機を操り、その場でプラモデルを成形しイベントの来場者に配布する試みも行っている。初期はステージから観客にプラモデルを投げてプレゼントするパフォーマンスを行っていたが、よりグループのコンセプトを体現できる渡し方を模索し、成形機を用いるスタイルに行き着いたと語る。メンバーの荒井は成形の技術を学ぶため「BANDAI SPIRITS ホビーディビジョンの」金型・成形チームの阿南大貴・池田樹生の2名から、技術指導と座学による講義を受けたという。

## 楽曲

### シングル
| 発売日         | タイトル             | 収録曲 | 規格品番                    | 備考 |
| -------------- | -------------------- | --- | --------------------------- | --- |
| 2024年03月20日 | Days of Birth        | 1. Days of Birth 2. Part to Part 3. Te to Te 4. HAPPY LINKL PLANET | 通常盤 : SRML-1068          | |
| 2024年03月20日 | Days of Birth        | 1. Days of Birth 2. Part to Part 3. Te to Te 4. HAPPY LINKL PLANET | 初回限定盤：SRML-1064       | Blu-ray同梱 |
| 2024年03月20日 | Days of Birth        | 1. Days of Birth 2. Part to Part 3. Te to Te 4. HAPPY LINKL PLANET | ガンプラ付限定盤：SRML-1066 | Blu-rayおよびHG 1/144 ガンダム アメイジングバルバトスルプス（メタリック）同梱                                   |
| 2024年11月20日 | Color me Happy       | 1. Color me Happy 2. Brand New World 3. 越えよ 4. 恋だ 5. Color me Happy -instrumental- 6. Brand New World -instrumental- 7. 越えよ -instrumental- 8. 恋だ -instrumental-                                                                       | 天川れみ盤 : SRML-1092      | LPジャケット仕様                                                                                                |
| 2024年11月20日 | Color me Happy       | 1. Color me Happy 2. Brand New World 3. 越えよ 4. 恋だ 5. Color me Happy -instrumental- 6. Brand New World -instrumental- 7. 越えよ -instrumental- 8. 恋だ -instrumental-                                                                       | 荒井芽依盤 : SRML-1093      | LPジャケット仕様                                                                                                |
| 2024年11月20日 | Color me Happy       | 1. Color me Happy 2. Brand New World 3. 越えよ 4. 恋だ 5. Color me Happy -instrumental- 6. Brand New World -instrumental- 7. 越えよ -instrumental- 8. 恋だ -instrumental-                                                                       | 石田悠佳盤 : SRML-1094      | LPジャケット仕様                                                                                                |
| 2024年11月20日 | Color me Happy       | 1. Color me Happy 2. Brand New World 3. 越えよ 4. 恋だ 5. Color me Happy -instrumental- 6. Brand New World -instrumental- 7. 越えよ -instrumental- 8. 恋だ -instrumental-                                                                       | 尾本侑樹奈盤 : SRML-1095    | LPジャケット仕様                                                                                                |
| 2024年11月20日 | Color me Happy       | 1. Color me Happy 2. Brand New World 3. 越えよ 4. 恋だ 5. Color me Happy -instrumental- 6. Brand New World -instrumental- 7. 越えよ -instrumental- 8. 恋だ -instrumental-                                                                       | 佐藤咲菜盤 : SRML-1096      | LPジャケット仕様                                                                                                |
| 2024年11月20日 | Color me Happy       | 1. Color me Happy 2. Brand New World 3. 越えよ 4. 恋だ 5. Color me Happy -instrumental- 6. Brand New World -instrumental- 7. 越えよ -instrumental- 8. 恋だ -instrumental-                                                                       | 鈴木華凜盤 : SRML-1097      | LPジャケット仕様                                                                                                |
| 2024年11月20日 | Color me Happy       | 1. Color me Happy 2. Brand New World 3. 越えよ 4. 恋だ 5. Color me Happy -instrumental- 6. Brand New World -instrumental- 7. 越えよ -instrumental- 8. 恋だ -instrumental-                                                                       | 高柳光花盤 : SRML-1098      | LPジャケット仕様                                                                                                |
| 2024年11月20日 | Color me Happy       | 1. Color me Happy 2. Brand New World 3. 越えよ 4. 恋だ 5. Color me Happy -instrumental- 6. Brand New World -instrumental- 7. 越えよ -instrumental- 8. 恋だ -instrumental-                                                                       | 東恩納瑠花盤 : SRML-1099    | LPジャケット仕様                                                                                                |
| 2024年11月20日 | Color me Happy       | 1. Color me Happy 2. Brand New World 3. 越えよ 4. 恋だ 5. Color me Happy -instrumental- 6. Brand New World -instrumental- 7. 越えよ -instrumental- 8. 恋だ -instrumental-                                                                       | 宮﨑菜々盤 : SRML-1100      | LPジャケット仕様                                                                                                |
| 2025年03月17日 | 胸にいつもガンプラを | 1. 胸にいつもガンプラを 2. Hop Step Decoration!!! 3. タイムカプセル 4. Days of Birth 2025 5. 胸にいつもガンプラを -instrumental- 6. Hop Step Decoration!!! -instrumental- 7. タイムカプセル -instrumental- 8. Days of Birth 2025 -instrumental- | ガンプラ付限定盤：SRML-1112 | ベストメカコレクション 1/144 RX-78-3 G-3ガンダム (REVIVAL Ver.) [メタリック] およびメンバーソロ“キラ”カード同梱 |
| 2025年03月17日 | 胸にいつもガンプラを | 1. 胸にいつもガンプラを 2. Hop Step Decoration!!! 3. タイムカプセル 4. Days of Birth 2025 5. 胸にいつもガンプラを -instrumental- 6. Hop Step Decoration!!! -instrumental- 7. タイムカプセル -instrumental- 8. Days of Birth 2025 -instrumental- | 初回限定盤：SRML-1116       | メンバーソロブロマイド同梱                                                                                      |
| 2025年03月17日 | 胸にいつもガンプラを | 1. 胸にいつもガンプラを 2. Hop Step Decoration!!! 3. タイムカプセル 4. Days of Birth 2025 5. 胸にいつもガンプラを -instrumental- 6. Hop Step Decoration!!! -instrumental- 7. タイムカプセル -instrumental- 8. Days of Birth 2025 -instrumental- | 通常盤 : SRML-1117          | グループブロマイド同梱                                                                                          |
| 2025年07月30日 | プラトモ             | 1. プラトモ 2. はじまりは恋 3. ヘリコプタオル 4. 踊るカケラ 5. プラトモ -instrumental- 6. はじまりは恋 -instrumental- 7. ヘリコプタオル -instrumental- 8. 踊るカケラ -instrumental-                                                             | 通常盤 : LAUE-4001          | 【通常盤ver.】ランダムブロマイド封入                                                                            |
| 2025年07月30日 | プラトモ             | 1. プラトモ 2. はじまりは恋 3. ヘリコプタオル 4. 踊るカケラ 5. プラトモ -instrumental- 6. はじまりは恋 -instrumental- 7. ヘリコプタオル -instrumental- 8. 踊るカケラ -instrumental-                                                             | 初回限定盤：LAUE-34001      | 【初回限定盤ver.】ランダムブロマイド封入                                                                        |

### 配信シングル
| ＃ | 発売日         | タイトル                             | 備考 |
| -- | -------------- | ------------------------------------ | --- |
| 1  | 2022年07月20日 | ツクッテクミタテテ                   | ドラマ『量産型リコ -プラモ女子の人生組み立て記』EDテーマ                                                                   |
| 2  | 2022年08月31日 | Plastic＋                            | |
| 3  | 2022年09月28日 | Link to the Future                   | 『ガンプラくん』タイアップ曲                                                                                               |
| 4  | 2022年10月26日 | Tokyo Plastic                        | |
| 5  | 2022年11月30日 | SIGNAL                               | |
| 6  | 2022年12月26日 | PLAMO NIGHT                          | |
| 7  | 2023年01月28日 | ツクッテクミタテテ -PLAMO MIX-       | 『プラモにめされて』EDテーマ                                                                                               |
| 8  | 2023年08月08日 | Part to Part                         | ドラマ『量産型リコ -もう1人のプラモ女子の人生組み立て記-』EDテーマ                                                         |
| 9  | 2023年08月24日 | I'll Be There                        | 『境界戦機 極鋼ノ装鬼』EDテーマ                                                                                            |
| 10 | 2023年10月06日 | Days of Birth                        | 『ガンダムビルドメタバース』EDテーマ                                                                                       |
| 11 | 2023年10月24日 | Te to Te                             | 静岡市プラモデル化計画×LINKL PLANET『プラモでつながるTe to Te PROJECT』オフィシャルサポーターソング                        |
| 12 | 2024年06月20日 | on the earth                         | 「LINKL PLANET feat.呂布カルマ」名義                                                                                       |
| 13 | 2024年07月21日 | 僕と君が誰かの生まれ変わりだとしても | かりゆし58の新屋行裕が楽曲提供                                                                                             |
| 14 | 2024年08月08日 | ソライロ                             | ドラマ『量産型リコ -最後のプラモ女子の人生組み立て記-』EDテーマ、 ドキュメンタリー番組『人生下剋上オーディション』EDテーマ |
| 15 | 2024年08月24日 | 閃光スピリッツ                       | 荒井芽依・大音奏依・宮﨑菜々の3名で歌う楽曲                                                                                |
| 16 | 2025年 6月13日 | バイバイエスケイプ                   | 作詞：カトウリョータ、作曲：野口大志                                                                                       |

### 配信アルバム
| ＃ | 発売日        | タイトル     | 収録曲 |
| -- | ------------- | ------------ | --- |
| 1  | 2023年7月22日 | LINKL PLANET | 1. ツクッテクミタテテ 2. Plastic＋ 3. Link to the Future 4. Tokyo Plastic 5. SIGNAL 6. PLAMO NIGHT 7. ツクッテクミタテテ-PLAMO MIX- 8. INJECTION 9. PML 10. きらめきのトリセツ 11. Make It Pop!! 12. 大丈夫 |

### 楽曲関連エピソード
2ndシングル『Plastic＋』のMVは、アニメーションスタジオ『神風動画』代表の水崎淳平がディレクションを担当。プラモデルのモチーフを随所に取り入れられている。
8thシングル『Part to Part』については、石田悠佳が「LINKL PLANET史上今までで1番、プラモデルが好きな気持ちに真っ直ぐでキュートな歌詞」とコメントしている。乃木坂46の与田祐希はドラマの制作記者会見で「声がかわいくて癒やされる」「ついつい踊り出したくなってしまうようなメロディー」という旨の評価をした。
11thシングル『Te to Te』のタイトルは、BANDAI SPIRITSホビーディビジョンと静岡市の共創企画「プラモでつながる Te to Te PROJECT」に由来している。また、MVの公開を記念してダンス動画や決めポーズ写真を募集する「Te to Te でつながろうキャンペーン」も開催された。

12thシングル『on the earth』については、このコラボに関連して呂布がLINKL PLANETのYouTubeチャンネルにも2回出演している。
13thシングル『僕と君が誰かの生まれ変わりだとしても』については、リリースを記念して新屋・荒井・天川の3名の対談も行っている。同日にグループ初の沖縄ライブを那覇市・桜坂セントラルで開催。新屋と荒井が共同で琉球新報社・沖縄タイムス社を訪れ新曲を紹介した。

## YouTube
プラモデル公式PRアンバサダーとしてプラモデルにまつわる動画や、メンバーの素の反応が見られるバラエティ動画、楽曲のMVなどが公開されている。
プラモデル関連
- 世界最速開封動画：発売前のプラモデルの内容を紹介している。
- 開発担当レビュー：商品開発担当が登場して商品のポイントを紹介している。
- プラモデルマスターへの道：メンバーがプラモデルマスターを目指したスキルツリーの項目に挑戦している。川口名人が登場して直接指導する回もあり、モデラーにとっても参考になる。

バラエティ系
- 「演技女王決定戦」や、「インディアンポーカーをしながら30MM組立」など、様々なバラエティ動画

TV連動系
- 「量産型リコのあとはこちら」シリーズ「LINKL PLANET の ツクッテクミタテテ」（量産型リコ -プラモ女子の人生組み立て記-）
- 「量産型リコのあとはこちら」シリーズ「LINKL PLANET の Part to Part」（量産型リコ -もう1人のプラモ女子の人生組み立て記-）
- 「量産型リコのあとはこちら」シリーズ「量産型リコができるまで」（量産型リコ -最後のプラモ女子の人生組み立て記-）
- 「プラモにめされて」未公開集
- 「量産型ルカのあとはこちら」シリーズ「量産型ルカができるまで」（量産型ルカ -プラモ部員の青き逆襲-）

### ミュージック・ビデオ & パフォーマンス・ビデオ
| 公開日         | 曲名                                                             | 備考                                                                                                  | 動画        |
| -------------- | ---------------------------------------------------------------- | --- | ----------- |
| 2022年9月23日  | Plastic＋                                                        | 監督：水﨑淳平（アニメーションスタジオ『神風動画 』代表）                                             | [ 動画 1 ]  |
| 2022年10月17日 | Tokyo Plastic                                                    | 監督：熊谷直子                                                                                        | [ 動画 2 ]  |
| 2022年11月14日 | Tokyo Plastic Dance ver.                                         | 監督：熊谷直子                                                                                        | [ 動画 3 ]  |
| 2022年11月21日 | Tokyo Plastic Dance day ver.                                     | 監督：熊谷直子                                                                                        | [ 動画 4 ]  |
| 2022年11月23日 | Tokyo Plastic night Dance ver.                                   | 監督：熊谷直子                                                                                        | [ 動画 5 ]  |
| 2022年12月28日 | PLAMO NIGHT                                                      | 監督：スミス                                                                                          | [ 動画 6 ]  |
| 2023年8月8日   | Part to Part                                                     | 監督：三石直和                                                                                        | [ 動画 7 ]  |
| 2023年8月31日  | Days of Birth パフォーマンス・ビデオ                             | GUNDAM FACTORY YOKOHAMAにて披露した際のパフォーマンス・ビデオ                                         | [ 動画 8 ]  |
| 2023年10月6日  | Days of Birth スペシャルアニメーションMV                         | 絵コンテ・演出：大槻敦史、キャラクターデザイン・作画監督：千葉道徳                                    | [ 動画 9 ]  |
| 2023年10月24日 | Te to Te                                                         | 「静岡市プラモデル化計画」オフィシャルサポーターソングのMV                                            | [ 動画 10 ] |
| 2023年11月2日  | I'll Be There パフォーマンス・ビデオ                             | 『第61回 全日本模型ホビーショー』にて披露した際のパフォーマンス・ビデオ                               | [ 動画 11 ] |
| 2024年6月12日  | LINKLPLANET feat. 呂布カルマ on the earth パフォーマンス・ビデオ | 『HYPER PLAMO Fes.2024』にて初披露した際のパフォーマンス・ビデオ                                      | [ 動画 12 ] |
| 2024年7月6日   | ソライロ パフォーマンス・ビデオ                                  | 定期公演「LINK!LINK!LINK! ランナーNo.1」にて披露した際のパフォーマンス・ビデオ                        | [ 動画 13 ] |
| 2024年8月8日   | ソライロ ミュージック・ビデオ                                    | | [ 動画 14 ] |
| 2024年9月24日  | 閃光スピリッツ                                                   | 監督：水﨑淳平（アニメーションスタジオ『神風動画』代表）、荒井芽依・大音奏依・宮﨑菜々の3名で歌う楽曲 | [ 動画 15 ] |
| 2024年11月10日 | 越えよ                                                           | 監督：川滝悟司                                                                                        | [ 動画 16 ] |
| 2024年12月10日 | Color me Happy Live Performance Ver.                             | | [ 動画 17 ] |
| 2025年2月1日   | Color me Happy Dance ver.                                        | バンダイホビーセンター（BANDAI HOBBY CENTER）にて 撮影                                                | [ 動画 18 ] |
| 2025年2月14日  | 恋だ リンプラバレンタイン2025Ver.                                | | [ 動画 19 ] |
| 2025年3月19日  | 胸にいつもダンプラを                                             | バンダイホビーセンター（BANDAI HOBBY CENTER） 新工場で撮影 監督：川滝悟司                             | [ 動画 20 ] |
| 2025年6月13日  | バイバイエスケイプ                                               | Illustration：がーこ Movie：えむめろ                                                                  | [ 動画 21 ] |
| 2025年7月4日   | プラトモ                                                         | DIRECTOR:AYANOLI HAMADA PRODUCER:YUKI ISSHIKI                                                         | [ 動画 22 ] |

## 出演

### テレビドラマ
- 量産型リコ -プラモ女子の人生組み立て記-（2022年7月1日 - 9月2日、テレビ東京）
  - 石川恵里加：郁田ちえみ役[121]
  - 安藤玲菜：ミキキ役[122]
  - 荒井芽依：女子社員役[123]
  - 大音奏依：女子社員役[123]
  - 宮﨑菜々：女子社員役[123]
- 量産型リコ -もう1人のプラモ女子の人生組み立て記-（2023年6月30日 - 9月1日、テレビ東京）
  - 石田悠佳：アオ役[124]
  - 天川れみ：ハル役[124]
  - 荒井芽依：ディテールアップのマイカ役[125]
  - 石川恵里加：ジオラマのちえみ役
  - 小橋川梢：ゲスト出演
  - 佐藤咲菜：ゲスト出演
- 量産型リコ -最後のプラモ女子の人生組み立て記-（2024年6月28日 - 8月30日、テレビ東京）
  - 石田悠佳：アオ役[126]
  - 天川れみ：ハル役[127]
  - 安藤玲菜：ゲスト出演[128]

- 量産型ルカ -プラモ部員の青き逆襲-（2025年7月4日 - 、テレビ東京）
  - 尾本侑樹奈：ナツ役[129]
  - 佐藤咲菜：女子大生役[130]
  - 高柳光花：女子大生役[130]

### テレビ番組
- プラモにめされて（2023年1月11日 - 3月29日、テレビ東京）[27]
- 静岡プラモはっしん局（2023年6月17日 - 、トコちゃんねる静岡）※荒井のみ[131]
- 人生下剋上オーディション（2024年7月18日 - 10月3日、テレビ東京）[56]

### ラジオ番組
- LINKL PLANET 今夜も組み立て中（2024年4月7日 - 2024年9月23日、ニッポン放送）[51]
- ANISON EXPO Supported by Bandai Namco Music Live（2024年11月2日 - 11月30日、TOKYO FM） - 11月度パーソナリティ[68]

### 映画
- P -DOCUMENTARY OF PLAMO IDOL-（2024年）[54]

### SNSドラマ
- ゆとりアイドル『こじんまる。』（2024年3月22日 - 、YouTube、Instagram、TikTok）[132][133]※佐藤のみ

### 雑誌
- メンズファッション誌「smart」で、ガンプラリンクコーデという企画で5カ月連続メンバーが登場した。コンセプトは「ガンプラをお題にしたデートにも着て行けるコーディネート」。
  - smart7月号　石川恵里加（テーマ：ジオング）[134]
  - smart8月号　大音奏依（テーマ：ビグザム）[135]
  - smart9月号　宮﨑菜々（テーマ：バウンド・ドック）[136]
  - smart10月号　安藤玲菜（テーマ：ドム）[137]
  - smart11月号　荒井芽依（テーマ：シャア専用ザク）[138]

## ライブ・イベント

### イベント・フェス等
| 2022年 - 2023年   | 2022年 - 2023年                             | 2022年 - 2023年                      | 2022年 - 2023年                                                 |
| 公演日            | 公演名                                      | 会場                                 | 備考                                                            |
| 2022年            | 2022年                                      | 2022年                               | 2022年                                                          |
| ----------------- | ------------------------------------------- | ------------------------------------ | --------------------------------------------------------------- |
| 3月21日           | 東京ガールズコレクション 2022 SPRING/SUMMER | 東京・国立代々木競技場第一体育館     | プラモガールズ プロジェクト、スターティングメンバーのお披露目。 |
| 5月13日 - 15日    | 第60回 静岡ホビーショー2022                 | 静岡・ツインメッセ静岡               |                                                                 |
| 9月3日            | 東京ガールズコレクション 2022 AUTUMN/WINTER | 埼玉・さいたまスーパーアリーナ       | オープニングアクトで出演。                                      |
| 9月29日 - 10月2日 | GUNDAM NEXT FUTURE ‐TOKYO BASE‐             | 東京・新宿住友ビル三角広場           |                                                                 |
| 10月1日・2日      | 第60回全日本模型ホビーショー                | 東京ビッグサイト                     | BANDAI SPIRITSブースのステージに出演。                          |
| 11月25日・26日    | 東京コミコン2022                            | 千葉・幕張メッセ                     | オープニングアクトで出演。                                      |
| 2023年            |                                             |                                      |                                                                 |
| 2月19日           | HYPER PLAMO Fes.2023                        | 東京・豊洲PIT                        |                                                                 |
| 3月4日・5日       | ミナト★ホビーフェス                         | 静岡・エスパルスドリームプラザ       |                                                                 |
| 4月1・2日         | 静岡まつり～駿府大御所時代絵巻～            | 静岡・駿府城公園、青葉シンボルロード |                                                                 |
| 5月7日            | fishbowl 定期vol.12                         | 静岡・LIVE ROXY SHIZUOKA             | fishbowl定期ライブにゲスト出演。                                |
| 5月13日・14日     | 第61回 静岡ホビーショー2023                 | 静岡・ツインメッセ静岡               |                                                                 |
| 8月12・13日       | miniちかっぱ祭ver.5.0 in OSAKA              | 大阪・CCO クリエイティブセンター大阪 |                                                                 |
| 8月19・20日       | SUMMER SONIC 2023『LOUDER SONIC IDOL-ver-』 | 千葉・幕張メッセ                     |                                                                 |
| 9月23日           | Thai JAPAN iconic music fest 2023           | タイ・ICONSIAM                       |                                                                 |
| 9月30日・10月1日  | 第61回 全日本模型ホビーショー               | 東京ビッグサイト                     |                                                                 |
| 10月6日・7日      | GUNDAM NEXT FUTURE〈EAST〉                  | 東京・新宿住友ビル三角広場           |                                                                 |
| 10月9日           | イナズマロックフェス 2023                   | 滋賀・烏丸半島芝生広場               | 風神ステージ                                                    |

| 2024年         | 2024年                                 | 2024年                         | 2024年                     |
| 公演日         | 公演名                                 | 会場                           | 備考                       |
| -------------- | -------------------------------------- | ------------------------------ | -------------------------- |
| 1月13日        | カオガトウダイ                         | 東京・恵比寿ガーデンホール     |                            |
| 2月11日        | オカオガトウダイ                       | 東京・duo MUSIC EXCHANGE       |                            |
| 3月22日 - 24日 | HYPER PLAMO Fes.2024                   | 千葉・幕張メッセ               |                            |
| 5月11日・12日  | 第62回 静岡ホビーショー                | 静岡・ツインメッセ静岡         |                            |
| 6月2日         | Yogibo BOOM TOKYO 2024                 | 千葉・幕張メッセイベントホール | オープニングアクトで出演。 |
| 6月12日        | dot yell fes PREMIUM vol.7             | 東京・新宿BLAZE                |                            |
| 7月18日        | dot yell fes PREMIUM vol.9             | 東京・白金高輪SELENE b2        |                            |
| 8月18日        | SUMMER SONIC 2024                      | 千葉・ZOZOマリンスタジアム     | Sanukku Stage              |
| 8月31日        | Animelo Summer Live 2024 -Stargazer-   | 埼玉・さいたまスーパーアリーナ | けやきひろばステージ       |
| 9月22日        | イナズマロックフェス 2024              | 滋賀・烏丸半島芝生広場         | 風神ステージ               |
| 11月23日       | Lemino presents ANIMAX MUSIX 2024 FALL | 神奈川・横浜アリーナ           | オープニングアクトで出演。 |
| 12月14日       | UP-T FESTIVAL SUPER2024                | 東京・品川ステラボール         |                            |

| 2025年                 | 2025年                                                                                        | 2025年                                                    | 2025年                                                                                   |
| 公演日                 | 公演名                                                                                        | 会場                                                      | 備考                                                                                     |
| ---------------------- | --------------------------------------------------------------------------------------------- | --------------------------------------------------------- | ---------------------------------------------------------------------------------------- |
| 2月21日 - 24日         | GUNDAM NEXT FUTURE -FINAL- in TOKYO                                                           | 東京・新宿住友ビル 三角広場                               |                                                                                          |
| 3月23日                | MAKUHARU Fes.2025                                                                             | 千葉・豊砂公園 野外特設ステージ（イオンモール幕張新都心） |                                                                                          |
| 4月5日・6日            | GUNDAM NEXT FUTURE -FINAL- in OSAKA                                                           | 大阪・グランフロント大阪                                  |                                                                                          |
| 5月17日                | #DSPMLIVE in SHIZUOKA #DSPMLIVE EXTRA in SHIZUOKA                                             | 静岡・ARTIE / LIV LIV                                     | ゲスト出演                                                                               |
| 5月17日・18日          | 第63回 静岡ホビーショー                                                                       | 静岡・ツインメッセ静岡                                    |                                                                                          |
| 7月5日                 | 超NATSUZOME2025                                                                               | 千葉・海浜幕張公園Gブロック                               |                                                                                          |
| 8月1日・2日            | TOKYO IDOL FESTIVAL 2025                                                                      | 東京・お台場・青海周辺エリア                              | フジテレビ湾岸スタジオ DOLLFACTORY 青海臨時駐車場 浮島STAGE、TOROCCO PARK                |
| 8月9日                 | LuckyFes’25                                                                                   | 茨城・国営ひたち海浜公園                                  | WING STAGE オープニングアクトで出演                                                      |
| 8月10日                | 神田明神アイドル納涼祭り                                                                      | 東京・神田明神ホール                                      |                                                                                          |
| 8月16日                | SUMMER SONIC 2025                                                                             | 千葉・ZOZOマリンスタジアム                                | "Club Que Será Será"ステージ                                                             |
| 8月23日（予定）        | #DSPMLIVE in SHIZUOKA                                                                         | 静岡・ARTIE / LIV LIV                                     | ゲスト出演                                                                               |
| 8月28日（予定）        | うるトラすフェスタ vol.36                                                                     | 東京・SHIBUYA CLUB QUATTRO                                |                                                                                          |
| 8月31日（予定）        | ＠JAM EXPO 2025 supported UP-T                                                                | 神奈川・横浜アリーナ                                      | オレンジステージ                                                                         |
| 9月5日（予定）         | ANIMAX MUSIX NEXTAGE 2025                                                                     | 東京・Studio Dee（東放学園映画アニメCG専門学校 B2F）      | 「ANIMAX MUSIX 2025 YOKOHAMA supported by Lemino」（2025/11/15）に出演する権利が得られる |
| 9月20日（予定）        | イナズマロックフェス 2025                                                                     | 滋賀・烏丸半島芝生広場                                    | 風神ステージ                                                                             |
| 11月2日 - ３日（予定） | GGGP×RAGE 機動戦士ガンダム エクストリームバーサス2 インフィニットブースト Supported by SANKYO | 東京・ベルサール秋葉原                                    | GGGPのYoutubeにて配信予定 ※GGGP：GUNDAM GAME GRAND PRIX                                  |